# Elbow Valley
Das Elbow Valley (von englisch elbow ‚Ellenbogen‘) ist ein Tal im ostantarktischen Mac-Robertson-Land. Am Ostrand des Fisher-Massivs erstreckt es sich in zunächst nordnordöstlicher Richtung, um dann in einem 90°-Winkel in ostsüdöstlicher Richtung abzubiegen.
Das Tal stellt eine Route zur Umgehung des Fischer-Massivs dar. Das Antarctic Names Committee of Australia benannte es deskriptiv.